# 스토미 대니얼스-도널드 트럼프 스캔들
사업가이자 훗날 미국 대통령이 된 도널드 트럼프와 포르노 영화 배우 스토미 대니얼스 사이에 2006년 하룻밤 성관계가 있었고, 2016년 미국 대통령 선거를 한 달 앞두고 트럼프가 이 이야기를 은폐하려는 공모를 벌였으며, 그 공모의 일환으로 사업 장부를 위조했다. 이 이야기는 2018년 월스트리트 저널이 트럼프의 전 변호사 마이클 코언이 2016년 트럼프 선거 운동 중에 대니얼스의 침묵을 사기 위해 입막음 돈으로 13만 달러를 지불했다고 보도하면서 세상에 알려졌다.
이야기가 공개된 후 코언은 자발적으로 연방 수사관에게 협조하여 대니얼스에게 지불한 돈이 선거에 영향을 미치기 위한 트럼프 캠페인에 대한 불법 기부금이었음을 인정했다. 코언은 이 외 다른 범죄에 대해 유죄를 인정했고, 2018년 12월 3년 형을 선고받았다. 2018년 대중이 트럼프가 그 진정한 성격을 숨기기 위해 고안된 허위 사업 기록을 통해 코언에게 상환했다는 주장을 알게 되면서 스캔들은 커졌다. 뉴욕 카운티 지방검찰청은 트럼프의 연루를 조사하기 위해 대배심을 소집했고, 대배심은 2023년 3월 30일 트럼프를 기소하기로 투표했다.
트럼프는 코언의 불법 선거 자금 기부, 세법 위반, 그리고/또는 2016년 대선에 불법적으로 영향을 미치려는 공모에 대한 트럼프의 혐의를 숨기기 위해 사업 기록을 위조한 혐의로 뉴욕에서 기소되었다. 이는 전 미국 대통령의 첫 형사 재판이었다. 배심원단은 그에게 기소된 34개 혐의 모두에 대해 유죄를 선고했고, 그는 유죄 판결을 받은 최초의 전 미국 대통령이 되었다. 월스트리트 저널의 초기 보도 이후, 대니얼스와 트럼프는 스캔들에 대해 노골적으로 언급했으며 민사 소송에서 관련 주장에 대해 다투었다.

## 2006년 만남 의혹
2006년 7월, 미국의 포르노 영화 배우인 스토미 대니얼스는 네바다주의 한 유명인 골프 토너먼트에서 트럼프를 만났다. 당시 트럼프는 멜라니아 트럼프와 결혼한 상태였고 (멜라니아는 4개월 전에 아들 배런을 낳았다), 리얼리티 TV 시리즈 어프렌티스의 진행자였다.
대니얼스는 최근 선서 증언에서 2006년 트럼프를 잠깐 만난 후 저녁 식사 초대와 함께 그의 호텔 방에서 만나자는 제안을 받았다고 말했다. 대니얼스는 트럼프가 자신에게 삶에 대해 많은 질문을 했고, 어느 시점에 대니얼스는 자신이 가난하게 자랐다고 말했다고 증언했다. 트럼프는 또한 콘돔 사용 및 성병 검사에 대한 세부 사항을 포함하되 이에 국한되지 않는 포르노 비디오 제작의 비즈니스 모델에 대한 광범위한 질문을 했다고 한다. 대니얼스는 또한 트럼프가 자신을 어프렌티스에 게스트로 출연시키는 것에 대해 이야기했다고 말했다. 대니얼스는 레스토랑에 갈 것이라고 생각했고, 결국 트럼프의 호텔 방에서 화장실을 사용했지만, 다시 나왔을 때 트럼프가 속옷만 입은 채 침대에 앉아 있는 것을 보고 놀랐다고 증언했다. 대니얼스는 "가야 할 것 같다"고 말하며 문 쪽으로 움직였지만 트럼프는 그녀의 길을 막아서며 부분적으로 "이것만이 트레일러 파크를 벗어나는 유일한 방법"이라고 말했다고 한다. 대니얼스는 자신이 어떻게 침대에 누워 있었는지 기억하지 못했지만, 선교사 체위로 성관계를 가졌고 트럼프는 콘돔을 사용하지 않기로 했다고 증언했다. 대니얼스는 강요당하거나 술에 취한 상태가 아니었지만, 자신이 원했던 일도 아니었고 "정신이 나갔다"고 말했다.

## 대니얼스, 2011년 폭로 고려
2011년, 트럼프가 잠재적인 대선 출마를 모색하기 시작하면서 대니얼스는 라이프 앤 스타일 잡지에 15,000달러를 받고 이야기를 팔려고 했다. 협상 과정에서 대니얼스는 인터뷰를 했고 잡지는 트럼프 기업에 논평을 요청했다. 이에 트럼프의 변호사 마이클 코언은 소송을 위협했고 잡지는 대니얼스의 이야기를 출판하지 않기로 결정했다.
대니얼스는 또한 인 터치 위클리 가십 잡지에도 해당 스캔들에 대해 이야기했으며, 코언은 이 이야기가 출판되면 소송을 제기하겠다고 위협했다.
2011년 10월, 대니얼스의 에이전트 지나 로드리게스는 가십 블로그 더 더티의 저자 닉 리치에게 이 이야기를 유출했다. 대니얼스는 블로그가 자신의 이야기의 사실을 바꾸었다고 불평했고, 다음날 게시물은 삭제되었다. 코언은 2024년 5월에 자신이 트럼프의 조언에 따라 이야기를 삭제하기 위해 노력했다고 증언했다.

## 대니얼스에게 입막음 돈을 지불하기까지

### 트럼프 캠페인을 돕기 위한 "잡아서 죽이기" 계획 의혹
2015년 8월, 트럼프가 2016년 대선 출마를 발표한 지 약 한 달 후, 트럼프, 코언, 그리고 내셔널 인콰이어러를 포함한 여러 정기 간행물을 발행하는 아메리칸 미디어 (AMI)의 소유주인 데이비드 페커 사이에 회의가 열렸다고 한다. 2024년 4월, 페커는 그 회의에서 있었던 합의에 대해 선서 증언하며 다음과 같이 말했다.
제가 할 일은 트럼프 씨에 대한 긍정적인 이야기를 쓰거나 출판하고 그의 반대자들에 대한 부정적인 이야기를 출판하는 것이었습니다... 저는 트럼프 기업의 직원이 매우 적다는 것을 알고 있었기 때문에 당신의 눈과 귀가 될 것이라고 말했습니다.

그리고 저는 시장에서 무엇이든 듣게 된다면, 당신에 대한 부정적인 이야기나 여성이 이야기를 팔려는 소식을 듣게 되면 마이클 코언에게 알릴 것이라고 말했습니다... 그러면 그는 다른 잡지에서 그 이야기를 없애거나 출판되지 않게 하거나 누군가가 그 이야기를 구매해야 할 것입니다.

페커는 회의 후 즉시 내셔널 인콰이어러 편집장 딜런 하워드에게 회의의 내용, 즉 페커나 하워드가 트럼프에 대한 잠재적인 이야기를 알게 되면 코언에게 알리고 "캠페인을 돕기 위해 노력할 것이며, 그렇게 하려면 이것을 최대한 조용히 유지하고 싶다"고 보고했다고 증언했다.
다음 몇 달 동안 페커는 AMI를 통해 디노 사주딘과 플레이보이 모델 캐런 맥두걸로부터 두 가지 이야기를 사들였다.

### AMI, 디노 사주딘 이야기 구매
페커의 2024년 증언에 따르면, 10월에 하워드는 페커에게 트럼프 타워의 도어맨 디노 사주딘이 트럼프가 사생아를 낳았다는 다른 이야기를 팔려고 한다고 말했다. 페커는 2015년 8월 합의에 따라 즉시 코언에게 알렸다고 증언했다. 페커는 AMI가 이 이야기를 조사했지만 결국 사실이 아니라고 결론 내렸다고 증언했지만, 2016년 대선 전에 다른 곳에 출판되지 않도록 어쨌든 AMI에게 이 이야기를 구매하도록 지시했다고 증언했다.
11월 15일, AMI와 사주딘은 "정보원 계약"에 서명했다고 한다.
12월 17일, AMI와 사주딘은 정보원 계약의 "개정안"에 서명했다고 한다. 페커는 2024년 증언에서 정보원 계약의 개정안은 선거 전에 이야기가 유출될 가능성을 더욱 줄이기 위해 코언의 요청으로 이루어졌다고 말했다. AP에 따르면, 코언은 "트럼프 대변인으로서" AMI가 "작업 중"인 동안 사주딘 이야기에 대해 AMI와 "논의했다"고 인정했다.
다음 날 AMI는 내셔널 인콰이어러를 통해 사주딘에게 합의된 3만 달러를 지불했다. 페커의 2024년 증언에 따르면 코언은 페커에게 "사장님이 매우 기뻐하실 것"이라고 말했고 페커는 "사장님"이 트럼프를 지칭하는 것임을 이해했다. 페커는 또한 이야기가 사실이 아니었고 페커가 "문제가" 생기는 것을 피하고 싶었기 때문에 사주딘을 풀어주고 싶었지만 코언은 선거 이후까지 공개를 미루라고 주장했다고 증언했다.

### AMI, 캐런 맥두걸 이야기 구매
8월 5일, AMI는 캐런 맥두걸과 "이름 및 권리 라이선스 계약"을 체결했다고 한다. 맥두걸은 몇 년 전에 트럼프와 몇 달간의 관계를 가졌다고 주장했다. 계약의 일부로 맥두걸의 이야기 권리는 AMI에 할당되었다.
8월 9일, AMI는 맥두걸에게 합의된 15만 달러를 지불했다고 한다.
9월 6일, 코언은 자신과 트럼프 사이의 대화를 비밀리에 녹음했다고 한다. 이 녹음에서 코언은 트럼프에게 "우리 친구 데이비드와 관련된 모든 정보"에 대해 트럼프가 15만 달러를 지불해야 할 것이라고 말했고, 코언은 바이셀버그와 "전체 일을 어떻게 설정할지"에 대해 이야기했으며, 이 거래에는 "모든 것. 왜냐하면—여기, 그 회사가 어딘지, 그가 무엇을 하는지 절대 알 수 없기 때문에..."라는 내용이 포함되어 있었다. 그리고 트럼프는 "아마 트럭에 치일 수도 있겠지"라고 말하는 소리가 들렸다고 한다.
9월 중 언젠가, 페커의 증언에 따르면, 코언은 페커에게 전화하여 트럼프가 맥두걸 이야기의 권리와 AMI가 소유한 트럼프 관련 정보 상자를 구매하고 싶어한다고 말했다. 트럼프가 왜 이런 자료들을 원했는지 아느냐는 질문에 페커는 코언이 "사장님이 [페커]가 버스에 치이거나 회사가 팔리면 다른 사람이 그 이야기들을 출판하는 것을 원하지 않는다고 말했다"고 답했다.
9월 21일, 페커의 2024년 증언에 따르면, AMI는 제3자 유한책임회사 (LLC)가 코언의 LLC에 12만 5천 달러를 청구하도록 했다. 이는 코언의 LLC가 맥두걸 이야기의 AMI 권리를 취득하는 데 합의된 가격이었다.
9월 30일, AMI는 "선의의 귀중한 대가"를 받고 맥두걸 이야기의 권리를 코언의 "Resolution Consultants LLC"에 양도하기로 합의했다고 한다.
10월 첫째 주 중 언젠가, 페커의 2024년 증언에 따르면, 페커는 변호사와 상의한 후 맥두걸 이야기의 코언 LLC에 대한 판매를 취소하기로 결정하고 그 결정을 코언에게 전달했는데, 코언은 "사장님이 너에게 매우 화를 낼 것이다"라고 답했다고 한다. 페커에 따르면 AMI는 맥두걸 이야기 구매에 대해 전혀 상환받지 못했다.

### 액세스 할리우드 테이프 공개
2016년 10월 7일, 2016년 대선을 한 달 앞두고 액세스 할리우드 테이프가 공개되었다. 이 테이프에서 당시 공화당 후보 도널드 트럼프는 여성을 유혹하는 자신의 접근 방식을 묘사했다.
나는 기다리지도 않는다. 스타가 되면 그들이 당신이 하도록 내버려 둔다. 당신은 무엇이든 할 수 있다. ... 음부를 움켜잡아라. 당신은 무엇이든 할 수 있다.
이 테이프가 공개되자 여러 공화당 지도자들은 트럼프가 경선에서 물러나기를 원했고, 하원 의장 폴 라이언은 트럼프와의 행사를 취소했다.

## 트럼프의 변호사, 스토미 대니얼스에게 입막음 돈 지불
2016년 10월 8일, 페커는 대니얼스가 2006년 트럼프와의 불륜 의혹을 폭로하려 한다는 사실을 알게 되었다고 한다.
10월 9일, 코언은 페커가 AMI에게 대니얼스의 이야기를 구매하지 말라고 지시했다는 사실을 알게 되었다고 한다.
10월 17일, 코언은 델라웨어주에 "Essential Consultants, LLC"라는 이름의 유한책임회사 설립 서류를 제출했다.
10월 25일, 페커는 다시 코언에게 AMI가 대니얼스의 이야기를 구매하지 않을 것이며 코언이 직접 이야기를 구매해야 한다고 주장했다고 한다.
10월 26일, 코언은 LLC의 은행 계좌를 개설하고 10월 27일 개인 주택담보대출을 사용하여 13만 달러를 LLC 계좌로 송금했다. 코언은 자신의 트럼프 기업 이메일 계정을 사용하여 은행과 서신을 주고받았고, 자신을 "도널드 J. 트럼프의 특별 고문"으로 소개했다.

## 수사
2018년 1월 12일, 월스트리트 저널은 2016년 미국 대통령 선거 직전인 2016년 10월, 트럼프 기업의 부사장 겸 당시 대선 후보 도널드 트럼프의 특별 고문이었던 마이클 코언이 포르노 영화 배우 스토미 대니얼스에게 2006년 7월 그녀와 트럼프 사이에 있었던 불륜을 폭로하지 못하게 하기 위해 13만 달러를 지불했다고 보도했다. 대니얼스는 기밀유지 협약 (NDA)에 서명했다. 처음에 코언은 트럼프가 불륜을 저질렀다는 주장을 부인하고 NDA를 근거로 주장을 억제하려고 했지만, 한 달 후 공개적으로 지불 사실을 인정했다.
불륜 자체의 세부 사항에 대한 주장 외에도, 인정된 지불은 지불이 선거 기부금으로 적절하게 공개되지 않았거나 선거 자금이 지불에 사용되었을 수 있기 때문에 연방 선거 자금법을 위반했는지 여부에 대한 법적 및 윤리적 문제를 제기했다. 2월 13일, 코언은 이 돈을 선거 기부금이 아니라 자신의 돈으로 지불했으며, 트럼프 기업이나 트럼프 선거 운동 모두 그에게 상환하지 않았다고 말했다. 4월 5일, 트럼프는 코언의 지불에 대해 알지 못했다고 말했지만, 4월 26일 처음으로 코언이 "스토미 대니얼스 거래"에서 자신을 대리했다고 인정했다. 5월 2일, 트럼프의 새 변호사 루돌프 줄리아니는 트럼프가 코언에게 지불금을 상환했다고 말했다.
2018년 8월, 코언은 대니얼스 지불에 대한 선거 자금 위반을 포함한 8가지 형사 혐의에 대해 유죄를 인정했다. 그는 선서하고 "연방 공직 후보와의 조정 및 지시에 따라" 그녀에게 돈을 지불했다고 진술했다. 코언은 여러 혐의로 3년의 연방 교도소형을 선고받았고, 변호사 자격을 박탈당했다.
대니얼스는 트럼프 및 코언을 상대로 세 건의 소송을 제기했다. 첫 번째 소송에서 그녀는 NDA가 유효하지 않다고 주장했다. 그녀는 소송에서 승소했지만, 트럼프와 코언이 NDA를 집행하지 않기로 합의한 후 소송은 기각되었다. 캘리포니아 법원은 이후 트럼프에게 그녀의 법률 비용을 상환하기 위해 44,100달러를 지불하라고 명령했다. 두 번째 소송에서는 그녀가 명예훼손을 당했다고 주장했지만, 미국 지방 판사 제임스 오테로가 해당 트윗이 "미국 정치 및 공개 담론과 일반적으로 관련된 '수사적 과장'을 구성하며 수정 헌법 제1조에 의해 보호된다"고 말하면서 기각되었다. 그녀는 변호사 비용으로 293,000달러, 그리고 추가로 1,000달러의 제재금을 지불하라는 명령을 받았다. 그녀는 나중에 초기 비용 지불을 줄이려는 실패한 동의에 대해 트럼프에게 추가로 121,972달러, 그리고 5,150달러를 상환하라는 명령을 받았다. 세 번째 소송에서 그녀는 코언이 자신이 지불금을 협상할 때 자신의 이익에 반하여 이전 변호사 키스 데이비슨과 공모했다고 주장했다. 이 소송은 트럼프를 피고로 지명하지 않았고 2019년 5월에 합의되었다.
트럼프의 회계 법인인 마자르스는 2021년 2월 대법원의 Trump v. Vance 판결에 따라 맨해튼 지방검찰청의 사이러스 밴스 주니어에게 그의 세금 보고서와 관련 문서를 제공했다. 내부 보고서에서는 트럼프의 캠페인이 선거 자금법을 고의적으로 위반했다는 "믿을 만한 이유"가 있다고 밝혔음에도 불구하고, 미국 연방선거위원회 (FEC)는 대니얼스에게 지불된 돈에 대한 조사를 중단했다. 2021년 5월 6일 FEC의 투표는 당론에 따라 2대 2로 갈라졌다.
2023년 3월 30일, 맨해튼 대배심은 이 스캔들에서 트럼프의 혐의에 대해 기소했다. 트럼프는 4월 4일 맨해튼 지방법원에서 기소되었다.

## 주장과 기밀유지 협약
월스트리트 저널은 2018년 1월 12일, 코언이 대선 한 달 전인 2016년 10월 대니얼스에게 13만 달러를 지불하여 그녀가 주장하는 불륜에 대해 이야기하는 것을 막았다고 보도했다.
코언은 2018년 1월 14일 의뢰인 도널드 트럼프를 대신하여 불륜의 존재를 부인했지만, 한 달 후인 2월 13일에는 대니얼스에게 13만 달러를 지불했음을 공개적으로 인정했다.
대니얼스는 2018년 3월 6일 트럼프를 상대로 소송을 제기했다. 그녀는 그가 대화에 대한 침묵의 대가로 받은 돈을 인정했지만 트럼프가 개인적으로 서명하지 않았기 때문에 불륜 의혹에 대해 서명한 기밀유지 협약이 무효라고 주장했다. 그녀는 또한 트럼프의 변호사가 대니얼스를 협박하고 "그녀가 말하지 못하도록 겁주려고 했다"고 주장했다. 코언은 다음 날 직권심리 중재 절차를 시작하여 대니얼스가 기밀유지 협약과 관련된 "기밀 정보"를 공개하는 것을 금지하는 명령을 받았다. 대니얼스의 변호사들이 "엉터리"라고 부른 이 명령은 기밀로 유지되어야 했다.
2018년 3월 25일 방영된 60분과의 인터뷰에서 대니얼스는 자신과 트럼프가 한 번 성관계를 가졌다고 말했다. 그녀는 또한 2011년 라스베이거스에서 피트니스 수업을 마친 후 자신의 어린 딸 앞에서 위협을 받았다고 말했다. 이 위협은 그녀가 나중에 기밀유지 협약에 서명하도록 압력을 가했다.
연방수사국 요원들은 2018년 4월 9일 코언의 사무실을 급습하여 대니얼스에게 지불된 돈을 포함한 여러 문제와 관련된 이메일, 세금 문서 및 사업 기록을 압수했다.
2024년 4월, 13만 달러의 입막음 합의가 당시 대니얼스의 변호사 키스 데이비슨에 의해 작성되었다는 것이 밝혀졌다. 이 합의에서 대니얼스에게는 "페기 피터슨"이라는 가명이, 트럼프에게는 "데이비드 데니슨"이라는 가명이 부여되었다.
2024년 5월, 코언은 자신이 합의에 "대니얼스가 자신의 이야기를 말할 때마다 100만 달러의 벌금을 부과한다"는 조항을 포함할 것을 제안했다고 증언했다. 코언의 증언에 앞서 대니얼스 자신도 합의에 따라 그녀가 이야기를 함으로써 위반할 때마다 100만 달러를 지불해야 한다고 증언했다.

## 코언의 지불 상태

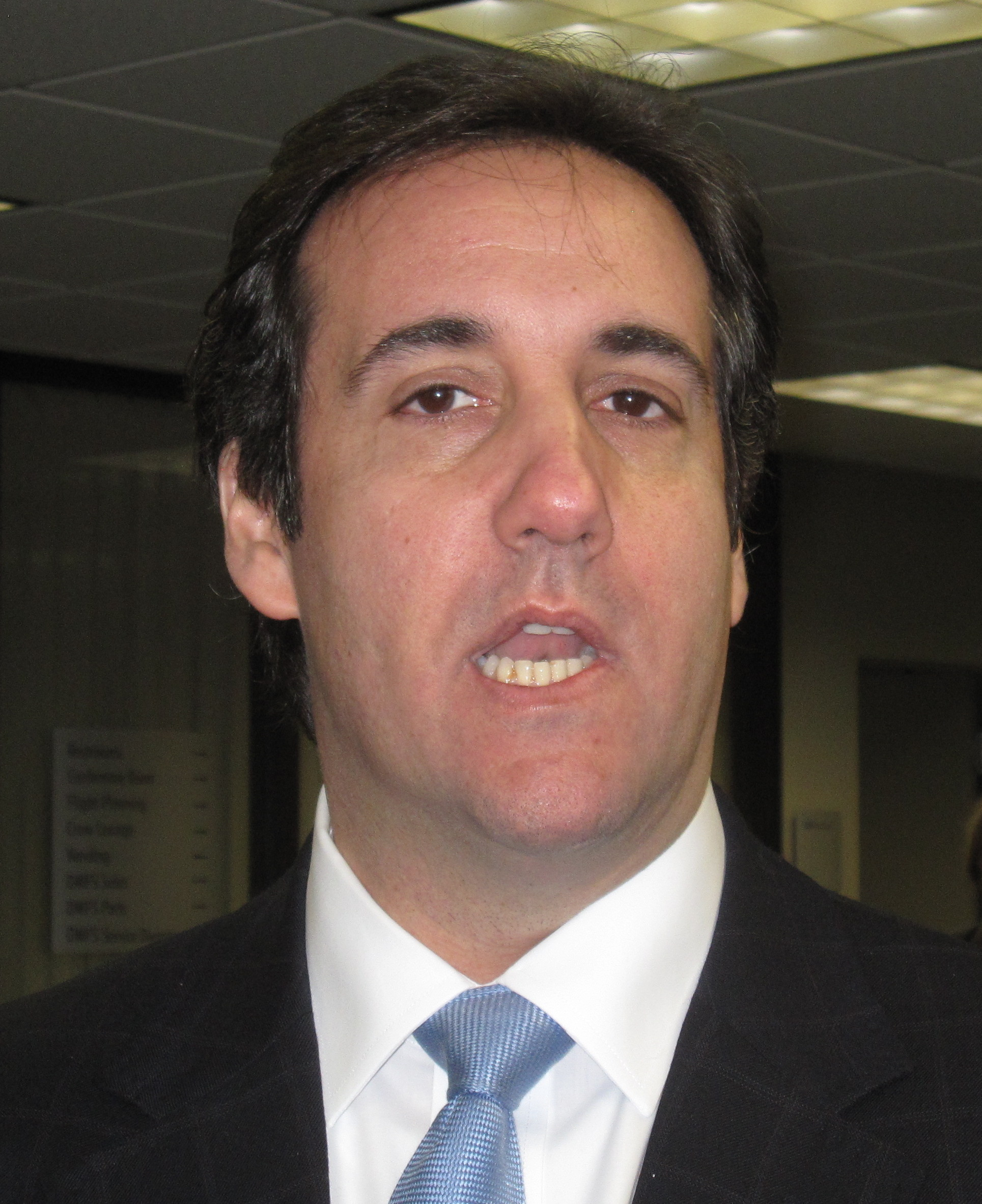
2011년 마이클 코언

대니얼스의 변호사는 그녀에게 지불된 13만 달러가 은폐였으며, 다른 이들도 선거 자금이 관련되었을 경우 지불이 연방 선거 자금법을 위반했는지에 대한 의문을 제기했다. 월스트리트 저널은 2018년 1월 12일, 대니얼스가 코언이 이 목적을 위해 설립한 델라웨어주의 유한책임회사인 Essential Consultants LLC를 통해 기밀유지 협약에 따라 13만 달러를 받았다고 보도했다. 정치 감시 단체인 커먼 코즈는 1월 22일 미국 연방선거위원회 (FEC)와 미국 법무부에 보도된 지불이 선거 자금 규정을 위반했는지 조사할 것을 요구하며, 주장된 지불은 트럼프의 대선 캠페인에 대한 현물 기부금에 해당하며 공식 보고서에 공개되어야 한다고 주장했다.
코언은 2월 13일 뉴욕 타임스에 대니얼스에게 13만 달러를 자신의 돈으로 지불했으며, 선거 기부금이 아니라고 답했다. 그는 트럼프 기업이나 트럼프 선거 운동 모두 그에게 상환하지 않았다고 말했다. 워싱턴 포스트는 나중에 코언이 "촉진"하기 위해 자신의 돈을 사용했다고 말하면서, 트럼프가 코언에게 돈을 상환했는지 여부를 전혀 배제하지 않았다고 언급했다. 코언은 3월 13일 자신의 주택담보대출에서 Essential Consultants LLC로 자금을 이체한 후 회사에서 대니얼스의 변호사에게 송금했다고 말했다.
2018년 4월 5일, 트럼프는 코언의 대니얼스에게 지불한 것에 대해 알지 못했다고 주장했지만, 4월 26일에는 코언이 "스토미 대니얼스 거래"에서 자신을 대리했다고 처음으로 인정했다. 트럼프의 새 변호사 루돌프 줄리아니는 5월 2일, 트럼프가 코언에게 지불액을 상환했다고 말하며, 트럼프가 "코언이 이런 일을 처리할 것이라는 일반적인 합의는 알았지만, 세부 사항은 알지 못했다"고 덧붙였다. 트럼프는 다음 날 코언이 기밀유지 협약에 서명했고, 코언이 월 35,000달러의 계약금으로 13만 달러를 상환받았다고 트윗하며 "캠페인 자금이나 선거 기부금은 이 거래에 아무런 영향 [sic]도 미치지 않았다"고 밝혔다. 트럼프는 5월 4일 줄리아니의 발언에 반박하며 줄리아니가 "모든 것에 익숙하지 않았다"고 말하며, "그는 어제 시작했다. 그는 사실을 제대로 파악할 것이다."라고 덧붙였다. 줄리아니는 나중에 "이 지불은 대통령 가족을 보호하기 위해 개인적이고 허위적인 주장을 해결하기 위해 이루어졌다"는 성명을 발표했다.
코언은 2018년 8월 21일 대니얼스에게 지불된 돈과 관련하여 선거 자금 위반을 포함한 8가지 형사 혐의에 대해 유죄를 인정했다. 그는 "연방 공직 후보의 조정과 지시에 따라" 행동했다고 말하며 트럼프를 연루시켰다. 트럼프는 그가 돈을 지불한 사실을 "나중에" 알았다고 말했으며, 지불이 "선거 운동에서 나온 것이 아니라 나에게서 나왔다"고 덧붙였다. 뉴욕 타임스는 8월 22일, 코언의 법원 문서에서 두 명의 고위 트럼프 기업 간부들도 입막음 돈 지불에 연루되어 있었으며, 코언이 지불에 대해 "회의와 전화 통화를 통해 캠페인 구성원 한 명 이상과 협력했다"고 보도했다.
트럼프는 2018년 12월 13일 코언에게 입막음 돈을 지불하도록 지시한 것을 부인했다.

## 법적 문제
커먼 코즈는 법무부와 FEC에 13만 달러의 대니얼스에 대한 지불이 선거 기부금이며 트럼프의 캠페인이 FEC에 지불을 공개하지 않아 선거 자금법을 위반했다고 주장하는 불만을 제기했다. 만약 코언이 지불을 했다면, 그것이 트럼프 캠페인에 대한 불법 또는 비공개 현물 기부금인지에 대한 의문도 제기된다. 그러나 트럼프의 법무팀 일부 구성원은 이 지불이 선거 운동과 관련이 없으며, 대신 트럼프의 결혼 생활을 구하기 위한 개인적인 지불이었다고 주장한다. 또한 지불이 세금 목적으로 어떻게 분류되었는지, 그리고 지불과 관련된 세금 기반 요금이나 수수료의 가능성이 있는지에 대한 의문도 제기되었다.
대니얼스는 2018년 3월 6일 트럼프와 자신 사이의 기밀유지 협약을 무효화하기 위해 민사 소송을 제기했다. 청문회는 7월로 예정되었지만, 미국 지방 판사 S. 제임스 오테로는 연방 검찰의 진행 중인 형사 수사에서 코언의 기소 가능성을 언급하며 이를 연기했다.
코언은 또한 뉴욕주 변호사 협회로부터 징계를 받을 수 있다. 뉴욕주 변호사 윤리 규정은 변호사가 의뢰인에게 대출하는 것을 금지하고 있다.
계약법의 잘 확립된 원칙은 "대가" 또는 가치 있는 것을 제안하고 수락하는 것으로, 무언가를 하거나 (또는 기밀유지 협약의 경우 하지 않기로) 약속하는 대가이다. 법률 전문가들은 13만 달러의 지불을 한 당사자가 수락한 것은 유효한 대가이며 대니얼스의 기밀유지 협약이 서명되지 않았더라도 강제할 수 있다고 주장하지만, 대니얼스 협약의 다른 요소들로 인해 결과를 예측하기 어렵다. 가명 사용과 법 집행 기관 조사를 위한 공개 예외와 같은 문제들은 대니얼스의 입장에 유리할 수 있다.
코언은 2018년 8월 21일 세금 사기, 은행 사기, 선거 자금 위반을 포함한 8가지 혐의에 대해 유죄를 인정했고, 지불과 관련하여 트럼프를 연루시켰으며, 트럼프는 이에 대해 지불 사실을 "나중에" 알았다고 말했다.
월스트리트 저널은 2018년 11월 9일, 연방 검찰이 트럼프가 스토미 대니얼스와 캐런 맥두걸에게 지불한 돈이 선거 자금법을 위반했다는 "중요한 역할"에 대한 증거를 가지고 있다고 보도했다.
2018년 12월 7일 코언에 대한 양형 각서에서 연방 검찰은 코언이 유죄를 인정한 선거 자금법 위반 중범죄를 지시하는 데 트럼프가 연루되었다고 주장했다. 트럼프는 각서 제출 직후 트위터에 "대통령을 완전히 무혐의로 만들었다. 감사합니다!"라고 트윗했다. 코언은 연방 교도소에서 3년형을 선고받았다.
NBC 뉴스는 2018년 12월 13일, 트럼프가 2015년 8월 코언과 데이비드 페커와의 회의에 참석했으며, 이 회의에서 아메리칸 미디어가 트럼프의 여성 관계에 대한 부정적인 이야기에 어떻게 대응할지 논의했다고 보도하여 월스트리트 저널의 이전 보도를 확인했다.
뉴욕 남부 지방 법원의 미국 변호사는 트럼프와 다른 사람들의 입막음 돈 은폐에 대한 가능한 역할을 조사했지만, 봉인된 법원 서류에서 추가 기소를 할 가능성이 낮다고 밝혔다. 2019년 7월 17일, 미국 지방 판사 윌리엄 H. 폴리 3세는 조사가 끝났다고 판단하여 해당 서류와 조사 관련 자료를 2019년 7월 18일에 공개하라고 명령했다.

## 타임라인

### 2005
9월, 트럼프는 기혼 여성을 유혹하려는 자신의 시도를 묘사한 영상을 찍었다... 그는 덧붙였다. "나는 기다리지도 않는다. 그리고 스타가 되면 그들은 당신이 하도록 내버려 둔다. 당신은 무엇이든 할 수 있다. ... 음부를 움켜잡아라. 당신은 무엇이든 할 수 있다."

### 2006
7월, 트럼프와 대니얼스는 아메리칸 센츄리 챔피언십 골프 토너먼트에서 만나고, 대니얼스에 따르면 합의된 성관계를 가졌다.

### 2007
1월, 대니얼스는 로스앤젤레스의 레 드 클럽에서 트럼프 보드카 출시 파티에 참석한다.
3월, 대니얼스는 뉴욕으로 날아가 트럼프 타워에 있는 자신의 사무실 밖에서 트럼프를 만난다.

### 2011
4월, 대니얼스는 인 터치 위클리와 트럼프와의 불륜 의혹에 대한 인터뷰를 진행한다. 코언이 "개입"했고, 이 이야기는 출판되지 않았고 대니얼스는 돈을 받지 못했다.
5월, 대니얼스는 당시 인 터치 위클리의 소유주였던 바우어 퍼블리싱의 요청으로 거짓말 탐지기 테스트를 받았고, 이는 트럼프와 성관계를 가졌다는 그녀의 주장을 뒷받침했다.
10월, 두 개의 출판물이 트럼프-대니얼스 불륜 의혹을 보도했다.

### 2015

#### 트럼프, 미국 대통령 후보 출마 발표
6월, 트럼프는 2016년 대선에 출마할 것이라고 발표했다.

#### 트럼프, 코언, 페커 간의 회의 의혹
8월, 트럼프, 코언, 그리고 내셔널 인콰이어러를 포함한 여러 정기 간행물을 발행하는 아메리칸 미디어 (AMI)의 소유주인 데이비드 페커 사이에 회의가 열렸다고 한다. 2024년 4월, 페커는 그 회의에서 있었던 합의에 대해 선서 증언하며 다음과 같이 말했다.
제가 할 일은 트럼프 씨에 대한 긍정적인 이야기를 쓰거나 출판하고 그의 반대자들에 대한 부정적인 이야기를 출판하는 것이었습니다... 저는 트럼프 기업의 직원이 매우 적다는 것을 알고 있었기 때문에 당신의 눈과 귀가 될 것이라고 말했습니다.

그리고 저는 시장에서 무엇이든 듣게 된다면, 당신에 대한 부정적인 이야기나 여성이 이야기를 팔려는 소식을 듣게 되면 마이클 코언에게 알릴 것이라고 말했습니다... 그러면 그는 다른 잡지에서 그 이야기를 없애거나 출판되지 않게 하거나 누군가가 그 이야기를 구매해야 할 것입니다."

페커는 회의 후 즉시 내셔널 인콰이어러 편집장 딜런 하워드에게 회의의 내용, 즉 페커나 하워드가 트럼프에 대한 잠재적인 이야기를 알게 되면 코언에게 알리고 "캠페인을 돕기 위해 노력할 것이며, 그렇게 하려면 이것을 최대한 조용히 유지하고 싶다"고 보고했다고 증언했다.

#### AMI, 사주딘 이야기 구매
페커의 2024년 증언에 따르면, 10월에 하워드는 페커에게 트럼프 타워의 도어맨 디노 사주딘이 트럼프가 사생아를 낳았다는 다른 이야기를 팔려고 한다고 말했다. 페커는 2015년 8월 합의에 따라 즉시 코언에게 알렸다고 증언했다. 페커는 AMI가 이 이야기를 조사했지만 결국 사실이 아니라고 결론 내렸다고 증언했지만, 2016년 대선 전에 다른 곳에 출판되지 않도록 어쨌든 AMI에게 이 이야기를 구매하도록 지시했다고 증언했다.
11월 15일, AMI와 사주딘은 "정보원 계약"에 서명했다고 한다.
12월 17일, AMI와 사주딘은 정보원 계약의 "개정안"에 서명했다고 한다. 페커는 2024년 증언에서 정보원 계약의 개정안은 선거 전에 이야기가 유출될 가능성을 더욱 줄이기 위해 코언의 요청으로 이루어졌다고 말했다. AP에 따르면, 코언은 "트럼프 대변인으로서" AMI가 "작업 중"인 동안 사주딘 이야기에 대해 AMI와 "논의했다"고 인정했다.
다음 날 AMI는 내셔널 인콰이어러를 통해 사주딘에게 합의된 3만 달러를 지불했다. 페커의 2024년 증언에 따르면 코언은 페커에게 "사장님이 매우 기뻐하실 것"이라고 말했고 페커는 "사장님"이 트럼프를 지칭하는 것임을 이해했다. 페커는 또한 이야기가 사실이 아니었고 페커가 "문제가" 생기는 것을 피하고 싶었기 때문에 사주딘을 풀어주고 싶었지만 코언은 선거 이후까지 공개를 미루라고 주장했다고 증언했다.

### 2016

#### AMI, 맥두걸 이야기 구매
8월 5일, AMI는 캐런 맥두걸과 "이름 및 권리 라이선스 계약"을 체결했다고 한다. 맥두걸은 몇 년 전에 트럼프와 몇 달간의 관계를 가졌다고 주장했다. 계약의 일부로 맥두걸의 이야기 권리는 AMI에 할당되었다.
8월 9일, AMI는 맥두걸에게 합의된 15만 달러를 지불했다고 한다.
9월 6일, 코언은 자신과 트럼프 사이의 대화를 비밀리에 녹음했다고 한다. 이 녹음에서 코언은 트럼프에게 "우리 친구 데이비드와 관련된 모든 정보"에 대해 트럼프가 15만 달러를 지불해야 할 것이라고 말했고, 코언은 바이셀버그와 "전체 일을 어떻게 설정할지"에 대해 이야기했으며, 이 거래에는 "모든 것. 왜냐하면—여기, 그 회사가 어딘지, 그가 무엇을 하는지 절대 알 수 없기 때문에..."라는 내용이 포함되어 있었다. 그리고 트럼프는 "아마 트럭에 치일 수도 있겠지"라고 말하는 소리가 들렸다고 한다.
9월 중 언젠가, 페커의 증언에 따르면, 코언은 페커에게 전화하여 트럼프가 맥두걸 이야기의 권리와 AMI가 소유한 트럼프 관련 정보 상자를 구매하고 싶어한다고 말했다. 트럼프가 왜 이런 자료들을 원했는지 아느냐는 질문에 페커는 코언이 "사장님이 [페커]가 버스에 치이거나 회사가 팔리면 다른 사람이 그 이야기들을 출판하는 것을 원하지 않는다고 말했다"고 답했다.
9월 21일, 페커의 2024년 증언에 따르면, AMI는 제3자 LLC가 코언의 LLC에 12만 5천 달러를 청구하도록 했다. 이는 코언의 LLC가 맥두걸 이야기의 AMI 권리를 취득하는 데 합의된 가격이었다.
9월 30일, AMI는 "선의의 귀중한 대가"를 받고 맥두걸 이야기의 권리를 코언의 "Resolution Consultants LLC"에 양도하기로 합의했다고 한다.
10월 첫째 주 중 언젠가, 페커의 2024년 증언에 따르면, 페커는 변호사와 상의한 후 맥두걸 이야기의 코언 LLC에 대한 판매를 취소하기로 결정하고 그 결정을 코언에게 전달했는데, 코언은 "사장님이 너에게 매우 화를 낼 것이다"라고 답했다고 한다. 페커에 따르면 AMI는 맥두걸 이야기 구매에 대해 전혀 상환받지 못했다.

#### 액세스 할리우드 테이프 공개
10월 7일, 2005년 액세스 할리우드 테이프의 존재가 대중에게 공개되었다.

#### 코언의 LLC, 대니얼스 이야기 구매
10월 8일, 페커는 대니얼스가 2006년 트럼프와의 불륜 의혹을 폭로하려 한다는 사실을 알게 되었다고 한다.
10월 9일, 코언은 페커가 AMI에게 대니얼스의 이야기를 구매하지 말라고 지시했다는 사실을 알게 되었다고 한다.
10월 17일, 코언은 델라웨어주에 "Essential Consultants, LLC"라는 이름의 유한책임회사 설립 서류를 제출했다.
10월 25일, 페커는 다시 코언에게 AMI가 대니얼스의 이야기를 구매하지 않을 것이며 코언이 직접 이야기를 구매해야 한다고 주장했다고 한다.
10월 26일, 코언은 자신의 회사 Essential Consultants, LLC의 은행 계좌를 개설한 후 개인 주택담보대출을 사용하여 131,000달러를 LLC 계좌로 이체한다. 코언은 자신의 트럼프 기업 이메일 계정을 사용하여 은행과 서신을 주고받았고, 자신을 "도널드 J. 트럼프의 특별 고문"으로 소개했다.
10월 27일, 코언은 자신의 LLC에서 대니얼스의 변호사에게 13만 달러를 송금한다.

#### 11월
11월 4일, 월스트리트 저널은 트럼프의 맥두걸과 대니얼스 모두와의 불륜을 보도했다.
11월 8일, 트럼프는 2016년 미국 대통령 선거에서 승리했다.

#### 12월
12월 9일, 코언은 데이비슨에게 자신이 워싱턴의 트럼프 팀에 합류하지 않을 것이고 대니얼스에게 지불한 13만 달러를 아직 상환받지 못했다는 불만을 토로하는 전화를 했다고 한다.
"11월/12월 경" 언젠가, 페커는 코언과 트럼프 타워에서 만났다고 한다. 코언은 페커에게 트럼프에게서 받을 "크리스마스 보너스"를 받는 데 도움을 요청했다고 한다. 페커가 나중에 트럼프를 만났을 때 페커는 코언이 충성스러웠으며 "그가 받을 돈에 대한 그의 보너스는 정말로 그에게 매우 중요하다"고 말했다고 한다. 이에 트럼프는 "걱정하지 마라, 내가 처리할 것이다"라고 답했다고 한다.

### 2017

#### 1월
1월 7일, 트럼프는 트럼프 타워에서 페커를 만나 사주딘과 맥두걸의 이야기가 출판되지 않도록 막아준 것에 대해 감사했다고 한다.
1월 19일, 코언은 트럼프의 개인 변호사로 새로운 직업을 시작할 것이라고 발표했다.
1월 20일, 트럼프는 대통령으로 취임했다.
당시 트럼프 기업의 재무 관리자에 따르면 1월 27일이 코언이 트럼프 기업의 유급 직원으로서 마지막 날이었다.

#### 2월
2019년 코언의 의회 증언에서 그는 다음과 같이 말했다.

2017년 2월, 트럼프 대통령 취임 한 달 만에 저는 처음으로 집무실에서 트럼프 대통령을 만났는데, 정말 경외심을 불러일으켰습니다. 그는 저에게 이곳저곳을 보여주며 여러 그림을 가리켰습니다. 그리고 그는 저에게 대략 이렇게 말했습니다. "마이클, 걱정하지 마라. 네 1월과 2월 상환 수표가 도착할 것이다. 뉴욕에서 FedEx로 보냈는데, 백악관 시스템을 통과하는 데 시간이 좀 걸린다."
그가 약속한 대로, 얼마 지나지 않아 7만 달러의 첫 상환 수표를 받았습니다.

2월 6일, 당시 트럼프 기업의 재무 관리자였던 맥코니는 코언에게 이메일을 보내 코언이 당시 트럼프 기업 최고 재무 책임자 앨런 바이셀버그와 논의한 청구서를 제출하라고 상기시켰다고 한다.
2월 8일, 코언이 백악관 언론 브리핑실에서 사진이 찍혔다고 한다.
2월 14일, 코언은 맥코니에게 "월별 청구 금액을 상기시켜 달라"는 이메일을 보냈고, 맥코니는 "$35,000"이라고 답했다고 한다. 그날 늦게 코언은 맥코니에게 1월과 2월 각각 35,000달러를 청구하는 청구서를 보냈다.
2월 14일, 트럼프 신탁 계좌에서 코언에게 7만 달러 수표가 작성되었다. 이 수표에는 트럼프의 서명이 있었다고 한다. 1월과 2월 각각 35,000달러짜리 증빙 서류가 첨부되었고 "법률 자문료"로 분류되었다. Id.

### 2018

#### 1월
2018년 1월 12일, 월스트리트 저널은 마이클 코언이 2016년 대선 한 달 전인 2016년 10월 대니얼스에게 13만 달러를 지불하여 그녀가 2006년에 트럼프와 가졌다고 주장하는 불륜에 대해 이야기하는 것을 막았다고 보도했다.
1월 14일, 코언은 자신의 의뢰인 트럼프를 대신하여 불륜의 존재를 부인했지만, 한 달 후에는 대니얼스에게 13만 달러를 지불했음을 인정했다. 그는 또한 이 돈이 자신의 돈에서 나왔다고 말했다. 처음에 이 지불은 코언이 2016년 10월 17일 델라웨어주에 설립한 개인 회사인 Essential Consultants LLC를 통해 이루어졌다고 보도되었는데, 이 회사는 빅토르 베켈베르그의 레노바 그룹 계열사인 콜럼버스 노바로부터 £500,000을 받았다. 대니얼스는 당시 굿 모닝 아메리카와 슬레이트 모두에 자신의 이야기를 말하기 위해 협상 중이었다고 한다. 더 데일리 비스트도 "세 명의 정보원—동료 포르노 배우 알라나 에반스를 포함하여—이 대니얼스와 트럼프 모두가 관련되어 있다고 웹사이트에 말한 후" 대니얼스와 논의했다. 대니얼스는 결국 2016년 선거 5일 전인 11월 3일 철회했다.
1월 16일, CNN은 폭스 뉴스 기자 다이애나 팔존이 2016년 10월 대니얼스와 트럼프에 대한 기사를 작성했지만, 폭스 뉴스가 출판하지 않았다고 보도했다. 이 기사에는 대니얼스의 당시 매니저 지나 로드리게스가 그들 사이의 성관계를 공식적으로 주장하는 내용이 포함되어 있었다. CNN은 또한 "팔존이 대니얼스와 트럼프 사이의 합의에 대한 이메일을 본 적이 있다"고 보도했다. 인 터치 위클리는 다음 날 2011년 대니얼스의 인터뷰 발췌본을 출판하며 2006년 트럼프와의 혼외 불륜을 주장했다. 이 잡지는 그녀의 주장이 거짓말 탐지기에 의해 뒷받침되었고 친구 랜디 스피어스와 전 남편 마이크 모즈에 의해 확인되었다고 설명했다. 코언은 그 인터뷰에서 제기된 주장들이 사실이 아니며 이전에 2011년 10월 24일 라이프 앤 스타일 잡지에 출판되었다고 주장했지만, 더 데일리 비스트는 이 인터뷰들이 "거의 동일하지 않다"고 설명했다. 대니얼스는 라이프 앤 스타일에 언급을 거부했지만, 인 터치 위클리 인터뷰에는 대니얼스의 직접 인용문이 포함되어 있었다.
1월 18일, 마더 존스는 대니얼스가 2009년 루이지애나주의 상원의원이 되기 위해 출마를 고려했고, 트럼프를 정치 컨설턴트에게 잠재적인 캠페인 기부자로 지목했으며, 트럼프와의 성관계에 대한 세부 사항을 묘사했다고 보도했다. 이 컨설턴트는 마더 존스가 입수하여 출판한 이메일에서 대니얼스의 폭로를 다른 컨설턴트와 논의했다.

#### 2월
2월 13일, 코언은 대니얼스에게 13만 달러를 지불했음을 공개적으로 인정하며 이 지불이 자신의 자금으로 이루어졌다고 말했다. 그는 또한 트럼프 기업이나 캠페인 모두 그에게 상환하지 않았다고 말했다. 대니얼스의 변호사들은 코언이 지불 사실을 공개함으로써 NDA 계약을 위반했으며, 따라서 대니얼스는 더 이상 그 계약에 구속되지 않는다고 코언에게 통보했다.

#### 3월
3월 5일, 월스트리트 저널은 익명의 소식통을 인용하여 코언이 "대선 캠페인의 혼란스러운 마지막 날에 트럼프 씨에게 연락할 수 없었기 때문에" 대니얼스에게 지불해야 할 두 번의 마감일을 놓쳤으며, 트럼프 당선 후에도 상환받지 못했다고 불평했다고 보도했다. 코언은 이 보도를 "가짜뉴스"라고 비난했다.
3월 6일, 대니얼스는 캘리포니아 고등 법원에 트럼프를 상대로 소송을 제기하여, 트럼프가 서명하지 않는 등 여러 이유로 기밀유지 협약이 효력을 발생하지 않았다고 주장했다. 선언적 구제를 위한 소송으로, 협약이 형성되지 않았음을 선언하는 판결과 소송 비용 및 법원이 적절하다고 판단하는 기타 구제를 구한다. 법원은 7월에 청문회 날짜를 정했다.
3월 7일, NBC 뉴스는 코언이 2018년 2월 27일 대니얼스를 상대로 사적 중재 사건을 시작하여 기밀유지 협약과 관련된 "기밀 정보"를 공개하는 것을 금지하는 접근금지 명령을 받았으며, 대니얼스가 트럼프와의 관계를 공개적으로 논의할 경우 처벌을 받을 수 있다고 보도했다. 대니얼스의 변호사들은 이 명령이 엉터리이며 기밀로 유지되어야 한다고 말했다. 백악관 대변인 새라 샌더스는 트럼프 대통령의 개인 변호사들이 대니얼스를 상대로 한 중재 사건에서 "대통령에게 유리한" 승리를 거두었으며, "대통령은 [대니얼스에게] 어떠한 지불도 알지 못했다"고 말했다.
3월 14일, 트럼프 기업의 부 고문 변호사 질 마틴이 대니얼스에 대한 접근금지 명령과 관련하여 법적 서류에 서명했다는 문서가 공개되었다.
3월 16일, 대니얼스의 변호사 마이클 아베나티는 CNN과 MSNBC 모두에서 대니얼스가 트럼프와의 불륜 의혹에 대해 침묵하지 않으면 신체적 해악을 입힐 것이라는 위협을 받았다고 말했다. 아베나티는 위협이 언제, 누가 했는지 밝히지 않았다.
3월 16일, 코언은 당사자들이 다른 곳에 거주하고 관련 금액이 75,000달러를 초과한다는 기준에 따라 트럼프의 승인을 받아 대니얼스의 소송을 주 법원에서 연방 법원으로 이전할 것을 요청했다. 코언은 대니얼스가 계약 위반으로 최대 2천만 달러의 확정적 손해배상을 지불해야 할 수도 있다고 주장했다. 이 서류 제출은 트럼프 자신이 개인 변호사를 통해 대니얼스 소송에 처음으로 참여했음을 의미했다.
3월 25일, 대니얼스와 트럼프의 관계는 미국 TV 뉴스 프로그램 60분의 한 코너의 주제가 되었다. 이 코너에는 앤더슨 쿠퍼가 대니얼스, 그녀의 변호사 아베나티, 그리고 전 FEC 위원장 트레버 포터와 인터뷰한 내용이 포함되었다. 대니얼스는 인터뷰에서 자신이 잠시 스팽킹 트럼프를 포브스 잡지 사본으로 때렸고; 같은 만남에서 트럼프와 성관계를 가졌으며; 나중에 트럼프를 사적으로 만났지만 그 자리에서는 성관계를 갖지 않았고; 전 사업 관리자-변호사의 압력 없이 불륜이 아니라는 여러 허위 진술에 서명했다고 말했다. 그녀는 또한 라스베이거스 주차장에서 어린 딸을 차에서 내리게 할 때, 알 수 없는 남자가 차에 나타나 "트럼프를 내버려 둬. 이야기는 잊어. 그 예쁜 어린 소녀에게 무슨 일이 생긴다면 안타까운 일이지"라고 말했다.

#### 2018년 4월

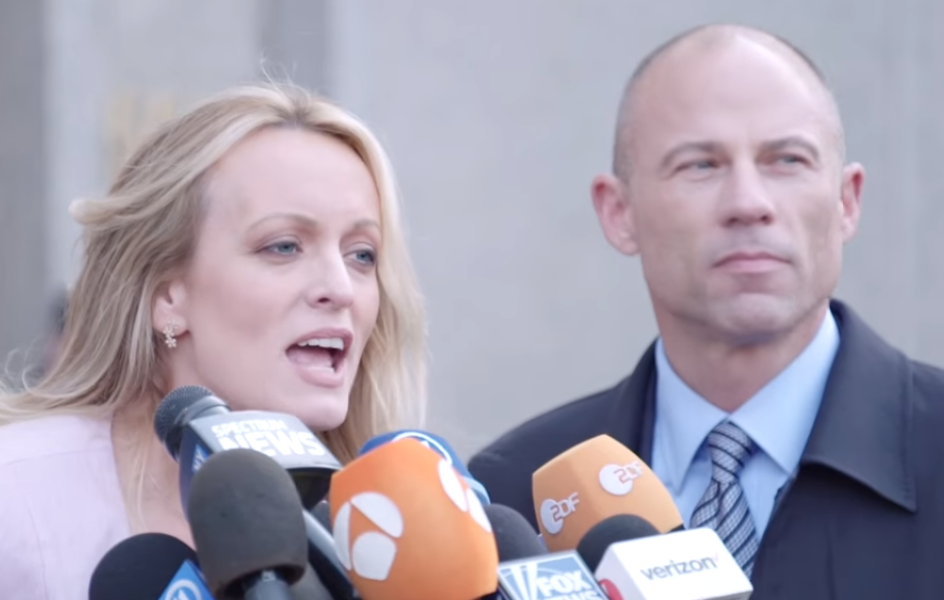
2018년 대니얼스와 아베나티가 언론에 연설한다.

- 2018년 4월 5일: 트럼프는 에어 포스 원에서 코언이 대니얼스에게 지불한 13만 달러에 대해 알지 못했다고 말했다. 그는 또한 코언이 왜 이 돈을 지불했는지, 어디서 돈을 얻었는지 알지 못했다고 말했다.[152]
- 2018년 4월 9일: 연방수사국 요원들이 코언의 사무실을 급습하여 대니얼스에게 지불된 돈을 포함한 여러 문제와 관련된 이메일, 세금 문서 및 사업 기록을 압수했다. 이 급습은 뉴욕 남부 지방 법원의 미국 변호사를 대신하여 수행되었으며, 뮬러의 수사에서 밝혀진 정보로 인해 발생했을 가능성이 높다.[68] 대니얼스는 급습 후 연방 수사관들과 협력했다고 한다.[153]
- 2018년 4월 26일: 트럼프는 폭스 앤 프렌즈 인터뷰에서 코언이 "일부 문제에 대해 나를 대리할 것이다. 그는 이 미친 스토미 대니얼스 거래처럼 나를 대리한다. 그는 나를 대리했다"고 말했다.[81] 이는 트럼프가 이 사건과 어떤 관계가 있음을 처음으로 인정한 것이다.
- 2018년 4월 27일: 판사는 뉴욕에서 코언에 대한 형사 수사가 진행되는 동안 스토미 대니얼스 소송을 최소 90일 동안 보류했다. 코언이 형사 수사가 계속되는 동안 자신을 미국 수정 헌법 제5조에 따라 불리한 증언을 하지 않을 권리를 주장했기 때문이다.[154]
- 2018년 4월 30일: 대니얼스의 변호사 마이클 아베나티는 트럼프를 상대로 제기된 소송에 대해 트윗했다. 이 소송에서 대니얼스는 트럼프가 불륜 의혹을 제기한 남성의 경찰 스케치를 조롱하는 트윗에서 자신에 대해 "최근의 무책임하고 명예훼손적인 발언"을 했다고 주장하며 트럼프를 고소했다. 이 발언은 대니얼스가 사람을 거짓으로 협박했다고 비난하는 것으로 명예훼손에 해당한다고 주장되었다.[155]

#### 5월
- 2018년 5월 2일: 트럼프의 개인 변호사 루돌프 줄리아니는 폭스 뉴스에서 "대통령이 코언에게" 코언이 대니얼스에게 지불한 13만 달러를 상환했다고 말했다. 그는 또한 트럼프가 코언의 지불에 대한 "일반적인 합의"는 알았지만 "세부 사항"은 몰랐다고 말했다. 이는 트럼프가 4월 5일에 지불 사실을 알지 못했다고 주장한 것과 모순된다.[156][157]
- 2018년 5월 3일: 트럼프는 코언이 대니얼스와 기밀유지 협약에 서명했다고 트윗했다. 그는 코언이 월 35,000달러의 계약금으로 13만 달러를 상환받았다고 트윗하며 "캠페인 자금이나 선거 기부금은 이 거래에 아무런 역할 [sic]도 하지 않았다"고 썼다.[82]
- 2018년 5월 4일: 트럼프는 줄리아니의 발언에 반박하며, 줄리아니가 "모든 것에 익숙하지 않았다"고 말하며 "그는 어제 시작했다. 그는 사실을 제대로 파악할 것이다"라고 덧붙였다.[83] 줄리아니는 나중에 "이 지불은 대통령 가족을 보호하기 위해 개인적이고 허위적인 주장을 해결하기 위해 이루어졌다"는 성명을 발표했다.[84]
- 2018년 5월 5일: 대니얼스는 새터데이 나이트 라이브에 출연하여 앨릭 볼드윈이 연기한 대통령과 함께 풍자극에 참여하며 "저는 기후변화를 믿지 않으시겠지만, 폭풍이 몰려오고 있어요"라는 대사로 트럼프를 조롱했다.[158]
- 2018년 5월 9일: CNN은 뮬러 팀이 빅토르 베켈베르그에게 자신의 회사의 미국 계열사가 코언에게 지불한 수십만 달러에 대해 질문했다고 보도했다.[159] 미국 재무부는 마이클 코언의 개인 은행 기록이 포르노 배우의 변호사인 마이클 아베나티에게 유출된 사건에 대해 조사를 시작했다. 아베나티는 뉴욕 타임스와 다른 뉴스 매체에 7페이지짜리 문서를 보냈다.[160]
- 2018년 5월 10일: 뉴스위크는 마이클 코언의 변호사들이 아베나티가 보고한 소액 거래 중 일부는 다른 마이클 코언을 위한 것이라고 주장했지만, 대규모 거래가 그들의 의뢰인을 위한 것이라는 사실은 부인하지 않았다고 보도했다.[161] 줄리아니의 이전 법률 회사였던 그린버그 트라우리그는 변호사가 개인에게 비밀리에 지불하는 것이 일반적인 관행이라는 줄리아니의 주장에 반대하는 성명을 발표했다. 이 회사의 대변인은 "우리는 줄리아니 씨를 대변할 수 없다... 우리 스스로 말하자면, 의뢰인의 지식과 재량 없이는 주장된 성격의 지불이나 기타 지불을 용납하지 않을 것이다"라고 밝혔다.[162]
- 2018년 5월 16일: 트럼프는 미국 정부 윤리국이 요구하는 연례 개인 재정 공개에서 코언이 작년에 10만 달러에서 25만 달러를 받았으며, 이 중 13만 달러가 대니얼스에게 지불된 것으로 추정된다고 인정했다.[163][164] 이 서식은 45페이지에 "코언 씨는 이러한 비용의 상환을 요청했고, 트럼프 씨는 2017년에 코언에게 전액 상환했다. 가치 범주는 100,001달러에서 25만 달러였다..."고 보고한다.[165]
- 2018년 5월 24일: 대니얼스의 변호사 아베나티는 연방 법원에 판사에게 대니얼스의 소송을 진행하도록 허용해 달라는 동의를 제출했다. 지난달 부과된 90일 정지 조치를 계속하는 대신이다.[166] 아베나티는 트럼프와 줄리아니의 최근 발언이 코언의 정지 주장을 잠재적으로 반박하며, 최근 합의 공개와 "새로운 사실들은 코언 씨의 미국 수정 헌법 제5조 권리..."가 이전에 주장된 것만큼 "설득력 있는가..."에 의문을 제기한다고 언급했다.[167]

#### 6월
- 2018년 6월 6일: 대니얼스는 마이클 코언과 자신의 전 변호사 키스 데이비슨을 모두 고소하여, 코언이 데이비슨에게 자신의 변호사-의뢰인 비밀유지 특권을 위반하도록 조장했다고 비난했다.[168] 소송은 또한 트럼프가 언론 인터뷰에서 대니얼스가 불륜을 부인하려는 노력을 알고 있었다고 주장했다.[169]
- 2018년 6월 6일: 트럼프의 변호사 루돌프 줄리아니는 대니얼스를 구두로 공격하며 "당신이 종사하는 사업은 당신의 신뢰성에 어떤 무게도 실어주지 않는다... 그녀가 어떻게 피해를 입을 수 있었는지 설명해 달라... 돈을 받고 몸을 팔면 명성이 없다... 성적 착취를 위해 몸을 파는 여성을 존경하지 않는다"고 말했다.[170][171][172]
- 2018년 6월 19일: 대니얼스의 5월 24일 재고려 동의가 기각되었다. 아베나티는 곧 항소를 제기할 것이라고 말했다.[173][174]

#### 2018년 7월
- 2018년 7월 12일: 비밀 경찰이 콜럼버스 (오하이오주)에서 대니얼스를 함정 수사로 체포했다.[175] 경찰관들은 대니얼스가 공연한 클럽에서 세 명의 비밀 경찰관을 "만졌다"고 주장했으며, 이는 오하이오주 법에 위배된다.[176] 같은 혐의로 클럽에서 체포된 다른 두 명의 여성 성인 연예인은 법원 출두 소환장을 받았고, 대니얼스와 달리 군 교도소에 수감될 때 머그샷을 찍지 않았다.[177] 대니얼스는 콜럼버스 국방 변호사 체이스 말로리를 선임했고,[178] 그는 검찰과 협력하여 12시간도 채 되지 않아 혐의를 기각했다. 이는 법이 외지인 공연자를 제외했음을 이유로 들었다.[175] 나중에 체포를 담당한 풍속 수사팀의 수석 형사가 트럼프의 지지자였다는 사실이 보도되었다.[179]

#### 8월
- 2018년 8월 21일: 코언은 공식적으로 연방수사국에 자수했다.[180] 그는 그날 오후 8가지 혐의에 대해 유죄를 인정했다: 5건의 탈세, 1건의 금융 기관에 대한 허위 진술, 1건의 불법 기업 기부금 고의적 야기, 1건의 후보자 또는 캠페인의 요청에 따른 과도한 캠페인 기부금.[181][182][183] 유죄 인정 합의는 수사관들과 협력하기 위한 어떠한 합의도 포함하지 않았다고 한다.[184] 그러나 유죄 인정에는 징역형과 상당한 벌금형이 모두 포함된다.[85] 코언은 유죄 인정에서 트럼프를 연루시켰지만, 그의 이름을 직접 언급하지는 않았다.[85] 대니얼스는 유죄 인정 후 "정당화되었다"고 느꼈다고 말했다.[185] 또한 코언이 18만 달러의 상환을 요청했고, 트럼프 기업 관계자들이 이를 두 배로 늘리고 6만 달러의 보너스를 추가하여 총 42만 달러를 지불했다는 사실도 명시되었다.[186]
- 2018년 8월 22일: 뉴욕 타임스는 코언의 법원 문서에서 두 명의 고위 트럼프 기업 간부들도 입막음 돈 지불에 연루되어 있었으며, 코언이 지불에 대해 "회의와 전화 통화를 통해 캠페인 구성원 한 명 이상과 협력했다"고 보도했다.[87]
- 2018년 8월 23일: 트럼프는 폭스 앤 프렌즈 인터뷰에서 지불 자금이 개인적으로 자신에게서 나왔으며 캠페인 자금이 아니라고 말했다. 그는 또한 지불 사실을 "나중에" 알았다고 말했다. 이러한 발언은 코언이 선서 증언에서 한 이전 발언과 모순된다. 코언의 변호사 래니 데이비스는 트럼프가 코언에게 지시한 범죄에 대해 기소되어야 한다고 제안했다.[187][188]

#### 9월
- 2018년 9월 7일: 코언은 대니얼스에게 지불한 13만 달러를 상환하는 대가로 대니얼스와의 기밀유지 협약을 철회하고 무효화할 것을 제안했다.[189][190]
- 2018년 9월 8일: 트럼프의 변호사들은 그가 기밀유지 협약을 집행하지 않을 것이며 대니얼스의 무효 주장을 다투지 않을 것이라고 발표했다.[191]
- 2018년 9월 10일: 마이클 아베나티는 2016년 기밀유지 협약에 대한 소송이 연방 법원에서 계속 진행되어야 한다고 주장했다. 트럼프 대통령이나 그의 전 개인 변호사 모두 이 사건에서 "어떠한 진정한 결과나 의미 있는 진실 조사"도 받지 못했기 때문이라고 했다.[192]
- 2018년 9월 12일: 스토미 대니얼스는 자신의 삶에 대한 Full Disclosure라는 책을 발표했으며, 이 책에는 도널드 트럼프와의 만남에 대한 세부 사항이 포함될 것이라고 말했다.[193][194]

#### 10월
- 2018년 10월 15일: 연방 판사 S. 제임스 오테로는 대니얼스의 트럼프 대통령에 대한 명예훼손 소송을 기각했다. 그는 또한 트럼프가 대니얼스로부터 변호사 비용을 받을 자격이 있다고 판결했다.[195] 대니얼스의 변호사 마이클 아베나티는 즉시 미국 제9연방순회항소법원에 항소했다.[196]

#### 11월
- 2018년 11월 9일: 월스트리트 저널은 연방 검찰이 트럼프가 스토미 대니얼스와 캐런 맥두걸에게 지불한 돈이 선거 자금법을 위반했다는 "중요한 역할"에 대한 증거를 가지고 있다고 보도했다.[197]

#### 12월
- 2018년 12월 7일: 연방 검찰은 코언에 대한 양형 각서에서 트럼프가 코언에게 유죄를 인정한 선거 자금법 위반 중범죄를 지시했다고 밝혔다. 트럼프는 각서 제출 직후 트위터에 "대통령을 완전히 무혐의로 만들었다. 감사합니다!"라고 트윗했다.[95]
- 2018년 12월 11일: 대니얼스는 2018년 10월 오테로 판사가 기각한 명예훼손 소송과 관련하여 트럼프 변호사들이 요구한 금액의 절반도 안 되는 293,052.33달러의 변호사 비용, 소송 비용 및 제재금을 지불하라는 명령을 받았다.[198]
- 2018년 12월 12일: 코언은 트럼프의 선거 운동 기간 동안 대니얼스에게 13만 달러의 입막음 돈("과도한 캠페인 기부금"으로 기소됨)을 지불한 혐의로 3년의 징역형을 선고받았다.[199][200]

### 2019

#### 5월
- 2019년 5월 6일: 코언은 오티스빌 (뉴욕)의 연방 교도소에서 징역형을 시작했다.[201]

#### 7월
- 2019년 7월 17일: 입막음 돈에 대한 연방 조사가 종결되었다고 발표되었다.[98]
- 2019년 7월 18일: 봉인 해제된 문서가 공개되었으며, 이 문서에 따르면 연방수사국은 트럼프가 당시 코언과 호프 힉스와 대통령 선거 전에 대니얼스가 공개적으로 말하지 못하도록 "필요성"에 대해 이야기했다고 의심했다.[202]

#### 8월
- 2019년 8월 1일: 뉴욕 카운티 지방 검찰청은 입막음 돈 지불과 관련된 기록을 위해 트럼프 기업에 소환장을 발부했다.[203]

#### 9월
- 2019년 9월 2일: 미국 하원 사법위원회는 트럼프가 대니얼스와 캐런 맥두걸에게 2016년에 지불한 입막음 돈에 대한 혐의에 대해 조사를 시작할 준비를 했다.[204]
- 2019년 9월 11일: NBC와 CNN은 코언이 맨해튼 검찰과 협의하여 이 문제에 대한 정보를 제공하기로 합의했다고 보도했다.[205][206]

### 2020

#### 8월
- 2020년 8월 1일: 대니얼스는 트럼프에 대한 명예훼손 소송 항소에서 패소했다.[207]
- 2020년 8월 22일: 캘리포니아 판사는 트럼프에게 대니얼스의 법률 비용을 지불하라고 명령했다. 2018년 9월 기밀유지 협약을 강제하지 않기로 한 그의 합의로 인해 대니얼스가 승소 당사자가 되었기 때문이다.[208]

#### 11월
- 2020년 11월 3일: 트럼프는 2020년 미국 대통령 선거에서 패배했다.

### 2021

#### 1월
- 2021년 1월 20일: 트럼프는 대통령직을 공식적으로 퇴임했다.

#### 2월
- 2021년 2월 22일: 대법원은 명예훼손 사건에 대한 대니얼스의 항소를 기각하여 대니얼스의 패배를 최종 확정했다.[209]

#### 5월
- 2021년 5월 6일: FEC는 2016년 선거 기간 동안 스토미 대니얼스에게 지불된 돈이 선거 자금법을 위반했는지 여부에 대한 조사를 중단했다. FEC는 조치에 대해 2대 2로 당론이 갈라졌다. 이 투표는 내부 보고서에서 트럼프의 캠페인이 선거 자금법을 고의적으로 위반했다는 "믿을 만한 이유"가 있다고 권고한 지 몇 달 후에 이루어졌다.[61]

### 2022

#### 3월
- 2022년 3월 18일: 제9순회법원(캘리포니아 중앙지방지방법원)은 대니얼스의 트럼프에 대한 소송 최종 판결에 대한 항소에 응답했다. 이 판결에서 대니얼스는 피해 당사자에게 거의 30만 달러의 변호사 비용, 소송 비용 및 제재금(항소 비용 제외)을 지불해야 한다. 불륜 주장은 입증되지 않았으며, 이 문제에 대한 최종 법원 판결은 미국 순회 항소 법원에 의해 확정되었고, 스테파니 클리포드가 법원에서 패소하여 손해 배상금을 지불해야 하며, 추가 항소에 대한 근거가 없다고 주장되었다.
  - 대니얼스는 이 판결에 대해 "나는 1페니도 내지 않고 감옥에 갈 것이다"라고 트윗했다.
- 2022년 3월 22일: 도널드 트럼프 전 대통령은 이 판결을 "완전하고 완벽한 승리이자 나의 정당화"라고 불렀다. 그는 또한 대니얼스와 성관계를 가진 적이 없다는 초기 주장을 다시 한번 강조했으며, 이 소송은 순전히 정치적 책략이었다고 주장했다.[210]

#### 11월
- 2022년 11월 21일: 뉴욕 타임스는 맨해튼 지방 검찰 앨빈 브래그의 사무실이 "트럼프 씨와 불륜을 가졌다고 말한 포르노 배우에게 지불된 입막음 돈에 대한 도널드 J. 트럼프 씨의 형사 조사를 재개하기 위해 움직였다"고 보도했다.[211]

### 2023

#### 1월
- 2023년 1월 17일: 마이클 코언은 앨런 바이셀버그의 선고 후 브래그의 사무실과 만났다.[212]
- 2023년 1월 30일: 맨해튼 지방 검찰청은 트럼프의 지불과 관련된 증거를 대배심에 제시할 예정이었다.[213]
- 2023년 1월 31일: 트럼프는 트루스 소셜에 "'스토미' 헛소리...는 아주 오래된 일이고 오래 전에 일어난 일이다. ... [코언]을 믿지 않을 이유가 없었고, 나는 그랬다"고 썼다. 대니얼스는 이것이 자신의 주장이 사실임을 인정한 것이라고 주장했다.[214][215][216][217][218][219][220]

#### 2월
- 2023년 2월 1일: 코언은 자신의 휴대폰을 지방 검찰청에 제출했다고 말했다. 지방 검찰청은 대니얼스의 전 변호사 키스 데이비슨과의 음성 녹음을 포함한 통신 증거를 원했다.[221]

#### 3월
- 2023년 3월 18일: 트럼프는 다음 주 화요일(3월 21일)에 뉴욕 검찰의 지시에 따라 불특정 혐의로 체포될 것이라고 밝혔다.[222]
- 2023년 3월 30일: 대배심은 사업 사기와 관련된 30개 이상의 혐의로 도널드 트럼프를 기소하기로 투표했다.[223] 트럼프의 변호사 조 타코피나는 다음 주 뉴욕에서 자수하고 기소될 것을 제안했다.[224]

#### 4월
- 2023년 4월 4일: 제9순회법원은 대니얼스의 명예훼손 소송에서 패소한 후 트럼프를 대리하는 법률 회사로부터 12만 1천 달러 이상의 수수료에 대한 이의 제기를 기각했다.[225]

#### 6월
- 2023년 6월 2일: 트럼프의 변호인들은 후안 머천 판사의 딸이 트럼프의 민주당 반대자들과 연관되어 있다는 점에서 반트럼프 편향과 이해 상충이 있다고 주장하며, 뉴욕시 형사 사건에서 머천 판사가 스스로 물러날 것을 요청했다.[226]

### 2024

#### 5월
이 사건과 그 여파에 대한 법원 사건인 도널드 트럼프 뉴욕 기소는 2024년 5월 30일 트럼프에게 불리하게 결정되었다.

## 같이 보기
- 2017년~2018년 미국 정치 성추문
- 르윈스키 스캔들
- 도널드 트럼프 뉴욕 기소에 대한 반응